# Estación Central de Riga
La estación Central de Riga (en letón: Rīgas Centrālā stacija) o estación de pasajeros de Riga (Rīgas Pasažieru stacija) es la principal estación de ferrocarril de Riga, Letonia. Es el nudo ferroviario más importante del país y el edificio de la estación fue inaugurado en 1861. Desde la estación parten las rutas ferroviarias de pasajeros a las principales localidades letonas a Saulkrasti, Sigulda, Salaspils, Jelgava y Jurmala.

## Historia
La construcción de la estación de tren de Riga se inició en 1858, un año después de la aprobación de la primera línea de ferrocarril Riga-Daugavpils. La estación comenzó a funcionar en 1861 con la apertura del tráfico ferroviario a Daugavpils, San Petersburgo y Varsovia.